# Heder (ebraismo)
Lo heder (traslitterazione del sostantivo maschile ebraico חֶדֶר hèder, letteralmente "stanza", plurale hederìm) è un tipo di scuola primaria tradizionale in cui si insegnano i principi fondamentali della religione e della lingua ebraica.

## Storia

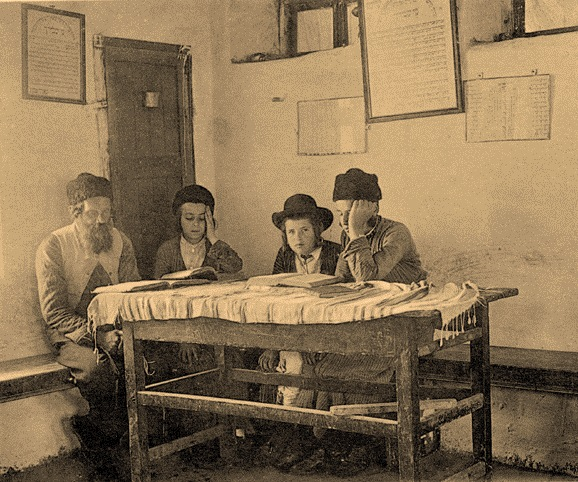
Un heder

Gli heder erano ampiamente diffusi in Europa fino a prima della fine del XVIII secolo. Le lezioni si svolgevano nelle case degli insegnanti, che erano pagati dalla comunità ebraica nel suo complesso o da un gruppo di genitori degli allievi. Di norma alle lezioni erano ammessi soltanto i maschi, mentre le ragazze venivano educate in casa dalle madri. Le classi erano formate anche raggruppando allievi di età differenti.
I ragazzi iniziavano a frequentare gli heder all'età di circa 5 anni. Dopo aver appreso l'alfabeto ed imparato a leggere in ebraico (la lingua comune degli Ebrei che vivevano nell'Europa del nord era l'Yiddish sin dal Medioevo), gli studenti iniziavano lo studio della Torah, cominciando con il Levitico e il Talmud (la Mishnah, la Gemara e dei commentari). Le tecniche di apprendimento principale erano la lettura ad alta voce e la memorizzazione dei testi. A 13 o 14 anni di età, la fine del percorso di studi nello heder di ogni ragazzo era contrassegnata dalla celebrazione del suo bar mitzvah.
Chi voleva continuare il percorso di studi e diventare un rabbino o un sofer doveva iscriversi ad una yeshiva (le università per lo studio approfondito del Talmud). Celebri yeshiva europee si trovavano a Worms, Fürth e Praga, che erano considerate tra le migliori. Dopo che molti ebrei si trasferirono in Europa orientale per sfuggire ai pogrom medievali, il centro intellettuale dell'Ebraismo europeo si spostò in quelle aree e lì rimase per secoli.
Verso la fine del XVIII secolo, il sistema educativo degli heder diventò oggetto di critiche sia da parte di esponenti della corrente ortodossa che da parte di quelli della corrente più illuminista (Haskalah).
La critica da parte degli ortodossi era che gli insegnanti non erano sufficientemente qualificati. All'epoca, gli insegnanti degli heder erano pagati così poco che, almeno quelli che operavano nei paesi più piccoli, per guadagnarsi da vivere facevano in realtà altri mestieri come il macellaio rituale, il cantante e persino il becchino e l'insegnamento per loro rappresentava soltanto un'occupazione secondaria. Spesso gli insegnanti degli heder promuovevano i loro allievi alle classi superiori non perché avessero raggiunto una preparazione sufficiente, ma perché gli allievi delle classi superiori dovevano pagare una retta più alta.
I critici impegnati nella Haskalah, guidati dagli ideali dell'Illuminismo, criticavano il sistema nel suo complesso, sostenendo che il suo risultato era l'isolamento fisico e linguistico e che esso quindi impediva l'integrazione e l'emancipazione degli Ebrei. Proposero di conseguenza che si facessero anche lezioni nella lingua del paese in cui le scuole si trovavano e di impartire un tipo di educazione più laico e professionale. Queste idee vennero messe in pratica a partire dalla fine del XVIII secolo dagli Ebrei tedeschi, che fondarono le Scuole riformate o Freischulen. Questo fatto, unitamente all'introduzione dell'istruzione obbligatoria, portò infine alla dissoluzione del sistema degli heder, per lo meno nei paesi di lingua tedesca, anche se esso ha continuato ad esistere nell'Europa orientale fino alla tragedia dell'Olocausto.

## Glihederoggi
Nei paesi occidentali talvolta gli heder vengono frequentati al di fuori del normale orario scolastico e solo alcuni, in particolare quelli gestiti da Ebrei ortodossi, funzionano come scuole a tempo pieno. In Israele invece funzionano regolarmente come scuole a tempo pieno.